# ريزدنت إيفل: الفصل الأخير
الشر المقيم: الفصل الأخير (بالإنجليزية: Resident Evil: The Final Chapter) هو فيلم الرعب والخيال العلمي المنتظر، وهو الجزء السادس من سلسلة أفلام الشر المقيم أنتج عام 2016 وهو تتمة الجزء الخامس منها الذي بعنوان ريزدنت إيفل: رتريبيوشن، ومن المفترض أيضا أن يكون الجزء الأخير من السلسلة (فاينال شابتر) ، الفيلم من كتابة وإخراج بول اندرسون، وبطولة ميلا جوفوفيتش، ألي لارتر،ويليام ليفي، روبي روز، إيان غلين،شون روبرتس، ايون ماكين، إي جن غي، ورولا.
تم إطلاق الفيلم بتاريخ 27 يناير 2017.

## فريق التمثيل
- ميلا جوفوفيتش بدور اليس
- ألي لارتر بدور كلير ريدفيلد
- ويليام ليفي بدور كريستان
- روبي روز بدور ابيجيل
- إيان غلين بدور الدكتور الكساندر اسكاس
- شون روبرتس بدور ألبرت ويسكر
- ايون ماكين بدور دوك
- إي جن غي بدور القائد لي
- رولا  بدور كوبالت
- فراسر جيمس بدور ميشيل
- ايدوان جي بدور جاردينير
- اوبري شيلتون بدور سكارس[3]

## الإصدار
أقرت شركة سوني إصدار الفيلم في شهر سبتمبر لعام 2014، لكنها أعادة تغيير التاريخ إلى 27 يناير فيما بعد.

## روابط خارجية
- ريزدنت إيفل: الفصل الأخير على موقع IMDb (الإنجليزية)
- ريزدنت إيفل: الفصل الأخير على موقع ميتاكريتيك (الإنجليزية)
- ريزدنت إيفل: الفصل الأخير على موقع روتن توميتوز (الإنجليزية)
- ريزدنت إيفل: الفصل الأخير على موقع قاعدة بيانات الأفلام العربية
- ريزدنت إيفل: الفصل الأخير على موقع ألو سيني (الفرنسية)
- ريزدنت إيفل: الفصل الأخير على موقع Turner Classic Movies (الإنجليزية)
- ريزدنت إيفل: الفصل الأخير على موقع أول موفي (الإنجليزية)
- ريزدنت إيفل: الفصل الأخير على موقع بوكس أوفيس موجو (الإنجليزية)
- ريزدنت إيفل: الفصل الأخير على موقع فيلمافينيتي (الإسبانية)
- ريزدنت إيفل: الفصل الأخير على موقع قاعدة بيانات الأفلام السويدية (السويدية)